# AutoGyro Calidus
Der AutoGyro Calidus ist ein Tragschrauber des Hildesheimer Herstellers AutoGyro.

## Konstruktion
Der in Monocoque-Bauweise aus GFK/CFK gebaute Calidus verfügt über eine geschlossene und beheizte Kabine, einen verstellbaren Pilotensitz sowie individuell austauschbare Hauben mit und ohne Sonnendach. Als Antrieb kommen Rotax Motoren mit 75 oder 86 kW zum Einsatz.

## Technische Daten
| Kenngröße             | Daten                                                                          |
| --------------------- | ------------------------------------------------------------------------------ |
| Besatzung             | 1+1                                                                            |
| Länge                 | 4,78 m                                                                         |
| Breite                | 1,73 m                                                                         |
| Höhe                  | 2,77 m                                                                         |
| Rotordurchmesser      | 8,4 m                                                                          |
| Leermasse             | 262 kg                                                                         |
| max. Startmasse       | 450 kg                                                                         |
| Reisegeschwindigkeit  | 160 km/h                                                                       |
| Höchstgeschwindigkeit | 185 km/h                                                                       |
| Dienstgipfelhöhe      | 3048 m (10.000 ft)                                                             |
| Reichweite            | 800 km                                                                         |
| Triebwerke            | Rotax 912 ULS (75 kW) oder Rotax 914 UL2 (86 kW) mit Reduktionsgetriebe 1:2,43 |